# さいたま市立指扇北小学校
さいたま市立指扇北小学校（さいたましりつさしおうぎきたしょうがっこう）は、埼玉県さいたま市西区にある日本の公立小学校。

## 沿革
- 1978年（昭和53年）4月 - 大宮市立指扇北小学校として創立
- 1978年（昭和53年）6月 - 校章･校旗制定
- 2001年（平成13年）5月 - 三市合併により校名をさいたま市立指扇北小学校に改称

## 交通
- 東武バス 秋葉入口下車、徒歩7分
- 東武バス 指扇北小学校入口下車、徒歩1分
- JR 西大宮駅北口より徒歩27分